# Montverde
Montverde é uma vila localizada no estado americano da Flórida, no condado de Lake. Foi incorporada em 1925.

## Geografia
De acordo com o United States Census Bureau, a vila tem uma área de 4,8 km², onde 4,2 km² estão cobertos por terra e 0,6 km² por água.

### Localidades na vizinhança
O diagrama seguinte representa as localidades num raio de 16 km ao redor de Montverde.

## Demografia
Segundo o censo nacional de 2010, a sua população é de 1 463 habitantes e sua densidade populacional é de 346,54 hab/km². Possui 615 residências, que resulta em uma densidade de 145,7 residências/km².